# Uddabergets naturreservat
Uddabergets naturreservat är ett naturreservat i Södertälje kommun i Stockholms län.
Området är naturskyddat sedan 2024 och är 373 hektar stort. Reservatet ligger söder om Mölnbo, öster om Långsjön och består av barrskogar, lövlundar, hällmarker och sumpskogar samt branter och raviner.